# Cementiri dels Moros (Bula d'Amunt)
El Cementiri dels Moros és un dolmen situat a la comuna rossellonesa de Bula d'Amunt, a la subcomarca dels Aspres, al límit amb el terme de Glorianes, de la comarca del Conflent, tots dos de la Catalunya del Nord.
Està situat a prop del Coll de les Arques, a 1.012 m. d'altitud en la carena que separa el terme de Bula d'Amunt del de Glorianes (alguna bibliografia situa el dolmen en aquest darrer municipi). El dolmen està decorat amb cassoletes i creus gravades. L'any 2015, una pàgina web el donava per destruït.
És un dolmen simple, amb llosa rebaixada en el seu accés, de mides considerables i presència de peristàtil, cosa que comporta una certa modernitat, que comparteixen amb els dòlmens de galeria catalana. Fou citat ja el 1981 per Jean Abélanet. En el seu entorn hi ha restes d'altres dòlmens destruïts.